# Сянок
Сянок (пол. Sanok; Królewskie Wolne Miasto Sanok, лат. Sanocum, їд. סאניק, Sanik), також Сянік — долинянське місто в Низькому Бескиді, на сході краю Горлицько-Сяноцької улоговини, над річкою Сян; осередок східної Лемківщини, нині адміністративний центр Сяноцького повіту Підкарпатського воєводства Польщі. 40633 мешканців (2013). Розташований на перехресті шляхів з Перемишля через Лупківський перевал на Закарпаття й Угорщину та на захід через Коросно до Польщі, Сянок був княжим градом і боронив шлях на Угорщину.

## Назва
Орест Друль стверджує, що «найадекватнішою формою назви давнього княжого міста було би Ся́нок, Сяно́ку, Сяно́ка, Сяно́ці, але — враховуючи поширення псевдоукраїнізованої форми Сянок — нормативно можна зберегти два варіанти написання і наголошування».

## Історія міста, місцевості

### У складіКиївської РусітаГалицько-Волинської держави

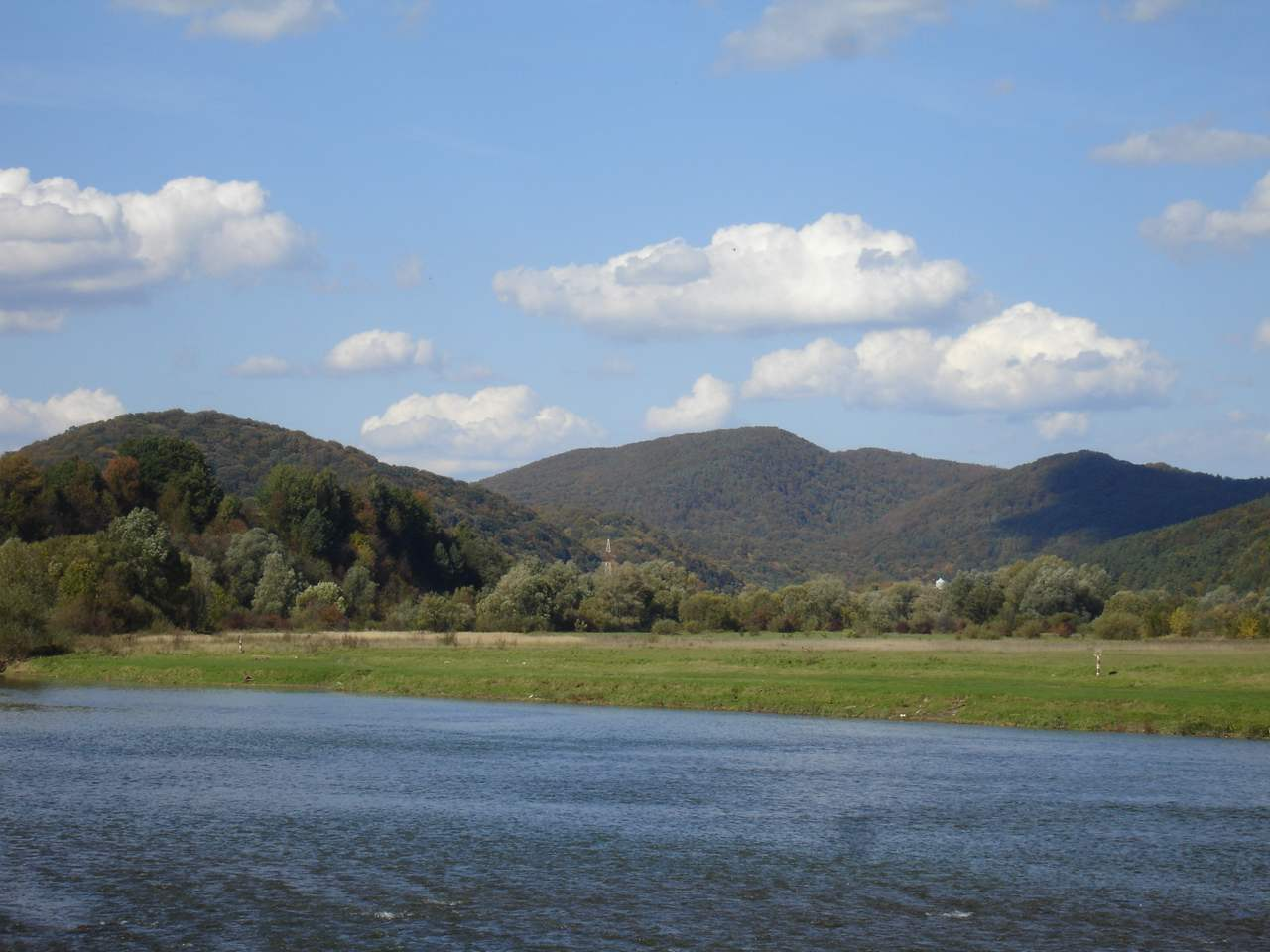
Вкрита лісом гора «Городище» над Сяном, де виявлені залишки давньоруського міста IX—XIII ст.

Історія виникнення міста як і всього регіону в долітописний період залишається невідомою. У IX столітті місцеве плем'я білих хорватів брало участь у поході київського князя Олега на Константинополь,а у 981 році, увійшов до складу Київської держави після походу князя Володимира «до ляхів».
Перша згадка про місто від 1150 року міститься в Іпатіївському літописі: «Король же прошедъ Гору и взѧ Санокъ городъ и посадника его ꙗша и села оу Перемъıшлѧ многа взѧ». Згадується також у Суздальському літописі під 1152 роком та у Галицько-Волинському літописі в 1202 та 1231 роках.

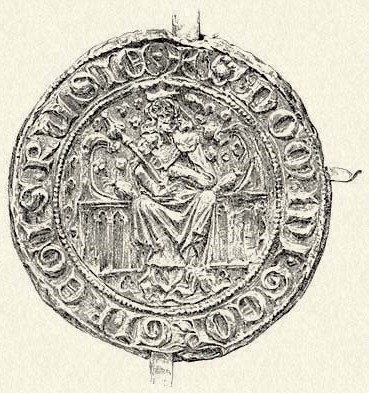
Печатка Юрія I

Археологічні дослідження на сяноцькому замчищі та пагорбі «Городище» (тепер «Файка») не тільки підтверджують літописні дані, але й пересувають дату виникнення міста аж у IX століття. Розкопки виявили залишки двох православних церков, цвинтаря, прикрас і хрестів-енколпіонів київського типу, печаток великого князя київського Рюрика Ростиславовича.
Результати досліджень свідчать, що після монголо-татарської навали 1240 року міський центр був перенесений дещо на південь, де нині розташований замок. Тут було побудоване нове місто, права й привілеї якого підтвердив Юрій II (Болеслав Тройденович), князь галицько-волинський. Про давньоруську катедральну Свято-Духівську церкву на замку відомо із шематизму 1837 року. У ньому сказано, що Святодухівська церква, збудована руським князем Суаровим (ймовірно перекручена назва якогось із Перемиських або Галицьких князів) у 1550 році, була перенесена урядовим розпорядженням до міських мурів, де вона простояла що 1789 року. До княжої епохи відноситься також церква св. Димитрія, що розташовувалась на Замку, орієнтовно із середини XIII століття, і була розібрана у 1550 році.

#### Магдебурзьке (тевтонське) право
У 1339 році руський король Юрій II надав у Володимирі на Волині грамоту місту Сяноку, за якою воно отримало магдебурзьке право (історично одне з перших українських міст, які отримали його) і стало чималим торгово-ремісничим осередком. Також цією грамотою дідичним війтом ставав Бартек (Бартко) із Сандомира. Нову міську «осаду» (громаду) в Сяноку засновували біля старої, її мешканцями мали бути насамперед іноземні колоністи — німці, поляки, угорці (чи німці з Угорщини), русини. Стара міська громада керувалась у своїм житті надалі руським правом. Свідками у грамоті були записані два війти: Альберт de Bochnia і Бартоломей de Warssov — найправдоподібніше, місцеві війти з Королівства Русі.
Після смерті Юрія II в 1340 році й до 1345 року Сянок, як і вся Перемишльська земля, входив до складу Галицько-Волинського князівства (Руського Королівства) під управлінням Дмитра Дедька.

### У складі Польщі
У 1344—1345 рр. польський король Казимир ІІІ захопив Сянок і Сяноцьку землю і включив їх до складу Польщі. Археологічні знахідки значної кількості арбалетних стріл XIV століття, на думки вчених, можуть свідчити про битву переважаючих сил польського короля з захисниками Сянока.
Міські права були підтверджені Казимиром ІІІ у 1366 році. Сянок став центром Сяноцької землі, яка входила до складу Руського воєводства Королівства Польського у 1434–1569 роках, Корони Польської Речі Посполитої — у 1569–1772 роках. (у складі Руського воєводства); з другої половини 16 століття занепадає.

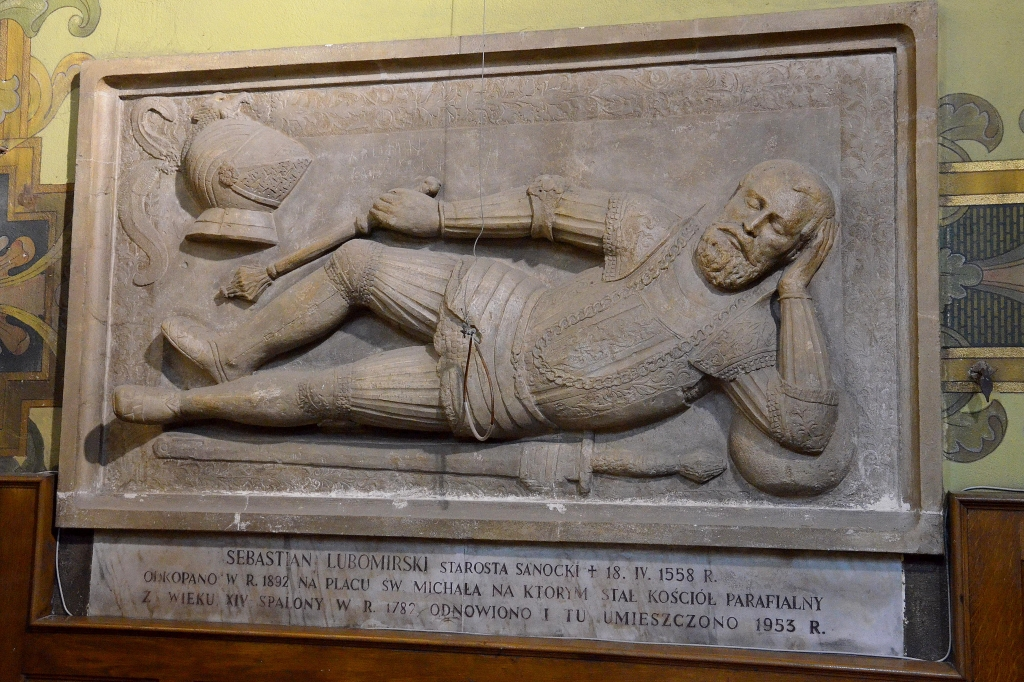
Надгробок сяніцького старости графа Себастьяна Любомирського. 1558, Сянок, Латинська церква

1566 року в місті трапилася велика пожежа, вціліли замок, францисканський костел, 5 домів, горішнє передмістя. 1612 року православні мешканці міста заборонили своєму наміснику о. Андрію виконувати розпорядження унійного єпископа Атанасія Крупецького. 1650 року старшина Сянока зачинила перед унійним єпископом двері, не дозволивши провести службу Божу.
4 липня 1648 року, в рамках Визвольної війни українського народу під проводом Богдана Хмельницького, озброєні загони мешканців сіл Полонної, Ославиці, Вислока та Височан здобули Сяніцький замок. У 1668—1675 роках у Сяноці з перервами жив перемиський православний єпископ Антоній Винницький (відтоді перемиські єпископи у своєму титулі вживали додаток «сяніцький»). Міська церква стала кафедральним храмом Перемишльської єпархії.

### У складі імперії Габсбургів
З 1772 року Сянок входив до складу Австрії як округове, а пізніше повітове місто королівства Галичини та Володимирії зі столицею у Львові. У середині ХІХ століття Сянок нараховував 2 500 мешканців, потім його населення почало зростати у зв'язку з будовою залізниці і деякою індустріалізацією: 1880 — 5 100, 1900 — 9000, 1921 — 12 100.
У 1914 р. за москвофільство 27 жителів було заарештовано і вислано до Талергофа.
Відомий діяч Іван Макух як представник організації «Централя відбудови краю» (Краків) контролював у Сяноку відновлювальні роботи у 1917—18 роках.
3 березня 1918 року в місті (як майже в усіх галицьких містах) відбулось «свято державності і миру» (віче) на підтримку дій уряду Української Народної Республіки, на якому були присутні близько 14 000 осіб.

### Друга Польська Республіка
У ІІ Речі Посполитій (1918—1939) Сянок був центром повіту Львівського воєводства.
1 квітня 1931 р. до міста приєднане сусіднє село Посада Вільхівська.

### Друга світова війна

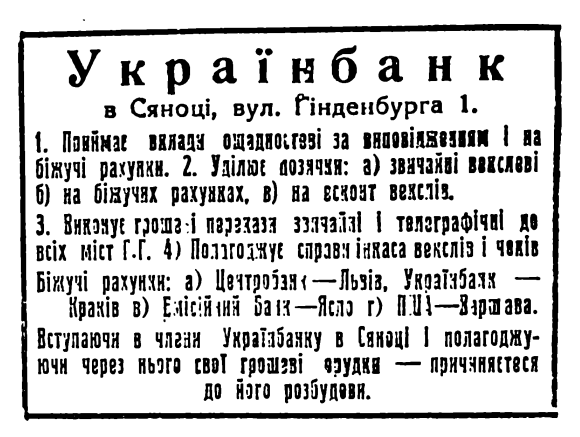
Відділок Українбанку в Сяноку. 1944 рік.

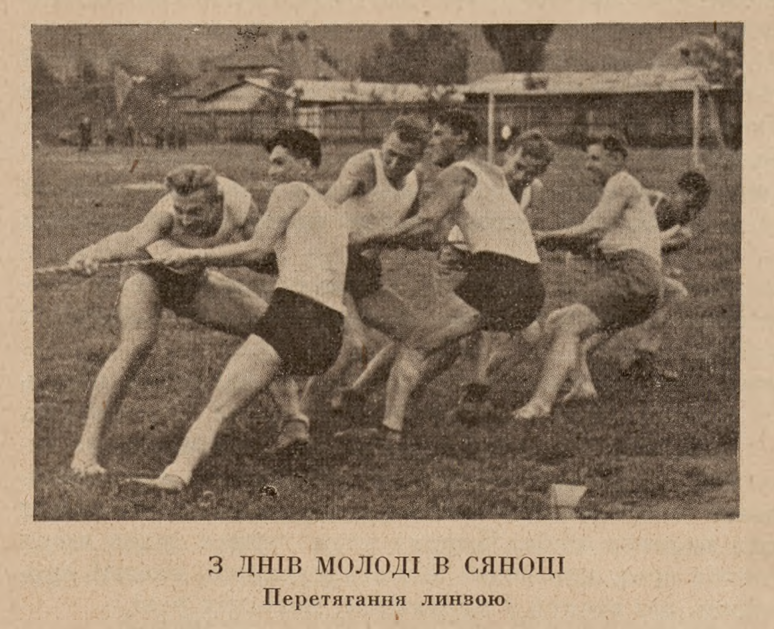
Дні української молоді в Сяноку. Літо 1940 рік.

Під час Другої світової війни в місті діяв Український допомоговий комітет. Також діяло відділення Українбанку до 1944 року.

### Полонізація

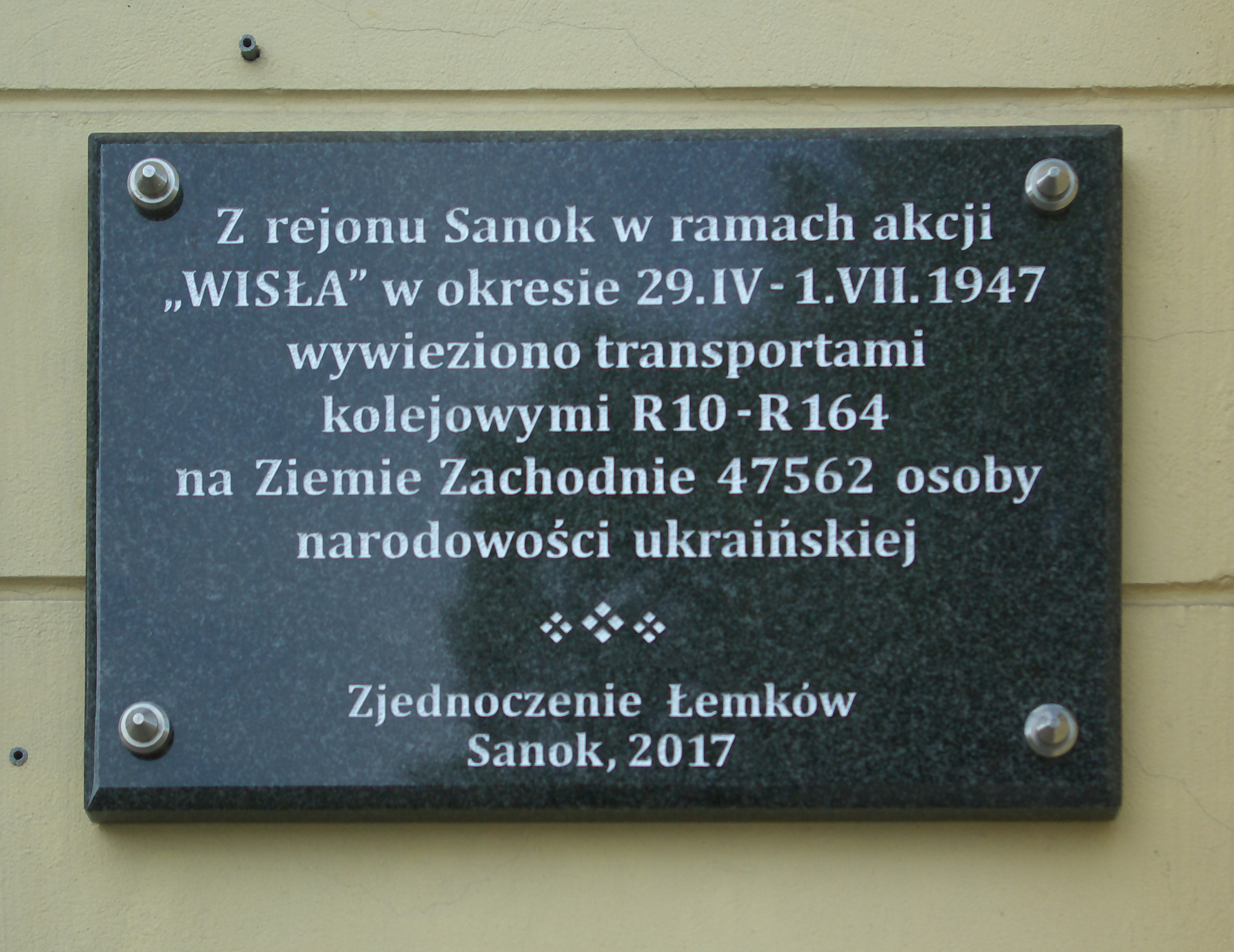
Табличка на залізничній станції, що сповіщає про 45 тисяч українців, вивезених з регіону у травні—червні 1947 року

Колишнє українське місто зазнало (так само, як північно-західна частина Сяноцького повіту, частково й околиці Сянока) полонізації; у 1880 українці становили 18 %, 1900 — 13,5 %; національний склад населення на 1.01.1939 був такий: українці — 1,8 тис. (11,5 %, вони здебільша вживали польську мову), поляки — 8,7 тис. (56 %), євреї — 5,1 тис. (32,5 %). Проте Сянок був осередком життя Східної Лемківщини. Там і прізвища українських діячів; з 1930 у Сяноку діяв музей «Лемківщина», у 1936—1944 Сянок був осідком Лемківської Апостольської Адміністратури. Українське життя пожвавилося у 1939—1944 (тоді кількість українців зросла до 3000), однак майже цілком занепало після примусового виселення українців з Лемківщини у 1946—1947 роках.

## Демографія
Демографічна структура станом на 31 березня 2011 року:
|          | Загалом | Допрацездатний вік | Працездатний вік | Постпрацездатний вік |
| -------- | ------- | ------------------ | ---------------- | -------------------- |
| Чоловіки | 18884   | 3557               | 13453            | 1874                 |
| Жінки    | 20627   | 3399               | 12804            | 4424                 |
| Разом    | 39511   | 6956               | 26257            | 6298                 |

## Промисловість
Сучасний Сянок є промисловим містом. У місті розташовані завод з виробництва автобусів Autosan, підприємства харчової промисловості, ґумова та керамічна фабрики.

## Музей
У Сяноку розташований регіональний музей (багаті українські фонди, зокрема ікони з колишнього українського музею «Лемківщина»), Музей народної архітектури (пол. Muzeum Budownictwa Ludowego) скансенівського типу з багатими матеріалами з Лемківщини, Бойківщини й Надсяння (чимало українського матеріалу також у періодиці музею «Materiały …», з 1969), заснований 1958.
У Сяноку діє православна церква (Собор Святої Трійці).

## Пам'ятки архітектури
- Сяноцький замок (сучасна будівля споруджена в 1523—1548, реставрована 1672—1674 і 1952—1953). Нині в замку є експозиція карпатської ікони, де презентовано понад 220 ікон, переважно лемківських, та інші фонди.
- Костел і монастир францисканців (XVII—XIX століття).
- Собор Святої Трійці (1784—1789).

## Відомі люди
- Софія Гольшанська — королева Польщі, 4-а дружина короля Ягайла, часто проживала (після смерті чоловіка постійно) у місцевому замку.[30]
- Олександр Іскрицький — український адвокат у місті, посол до Галицького сейму у 1883 році.[31]
- Володимир Каранович — український лікар, доктор наук, громадсько-політичний діяч.
- Франц Коковський — український правник, письменник, журналіст, перекладач, мовознавець, етнограф, громадський діяч Сяноччини й Бережанщини. Один із організаторів таємного літературно-освітнього гуртка «Молода Україна».
- Михайло Хом'як — український журналіст, юрист, громадський діяч в Галичині, Канаді; адвокат у місті.
- Олександр Волошинович — український громадський діяч, представник сяніцького осередку Руської народної ради
- Богдан-Ігор Антонич — український поет, прозаїк, перекладач, літературознавець.
- Григорій Чайковський (1709—1757) — український художник.
- Мартин Мізерний (1910—1949) — український військовий діяч, з 1940 по 1942 рік був комендантом української допоміжної поліції в місті.

У місті помер український громадський і політичний діяч у Галичині, адвокат (доктор права) Антін Горбачевський.

### Парламентські посли відСяніцького повіту
- Яцко Лапичак — посол до Галицького сейму у 1861—1866 роках.[33]
- Степан Жичак — посол до Галицького сейму у 1867—1869 роках.[34]
- Петро Коциловський — посол до Галицького сейму у 1870—1876 роках.[35]

### Сяноцькістарости
- Ян Кобилянський (помер бл. 1441) — ловчий краківський, староста кам'янецький[36]
- Пйотр Кміта — сандомирський, краківський воєвода
- Пйотр Кміта[37]
- Єжи Авґуст Мнішек — краківський каштелян,[38] один з ініціаторів Барської конфедерації

### Сяноцькікаштеляни
- Генріх Андреас Каменецький
- Анджей зі Жмигроду Стадніцький[37]

### Поховані в Сяноку
- Антін Горбачевський — український галицький громадський і політичний діяч у Галичині, адвокат (доктор права), співзасновник УНДП, посол до Галицького сейму, делегат Національної Ради ЗУНР.

## Галерея

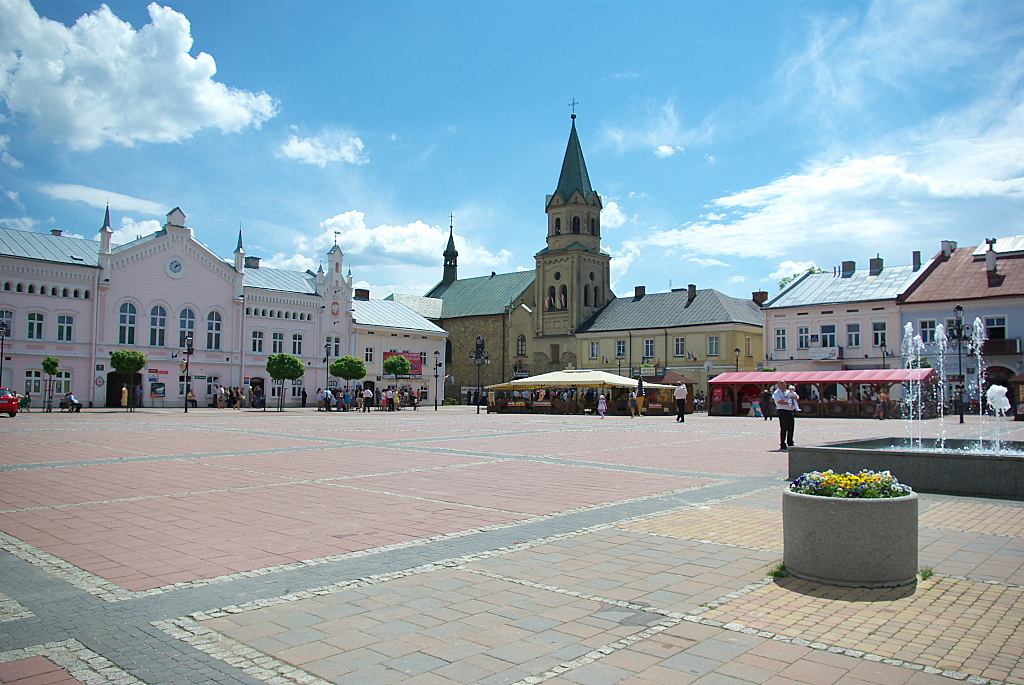
Площа Ринок
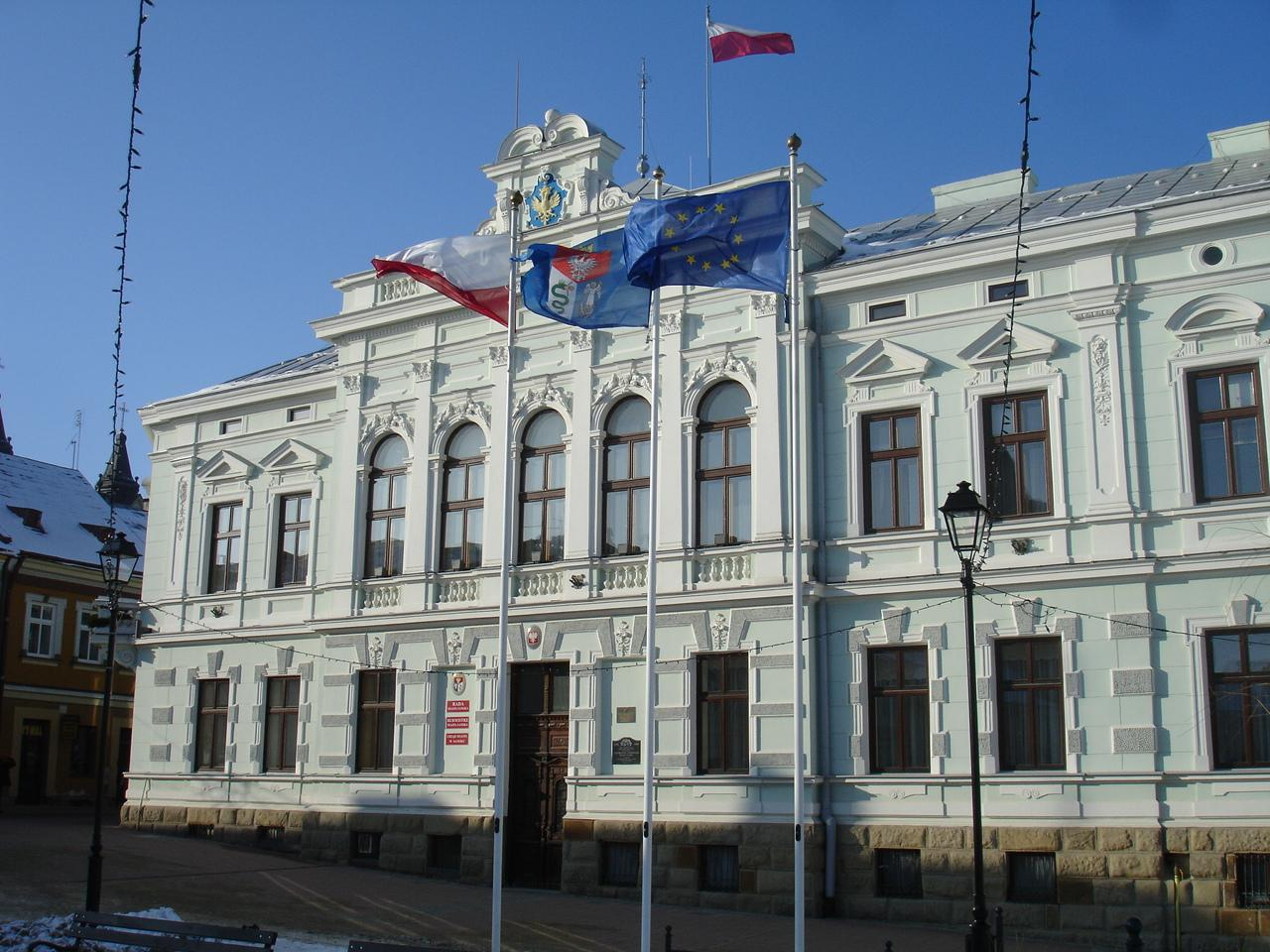
Магістрат
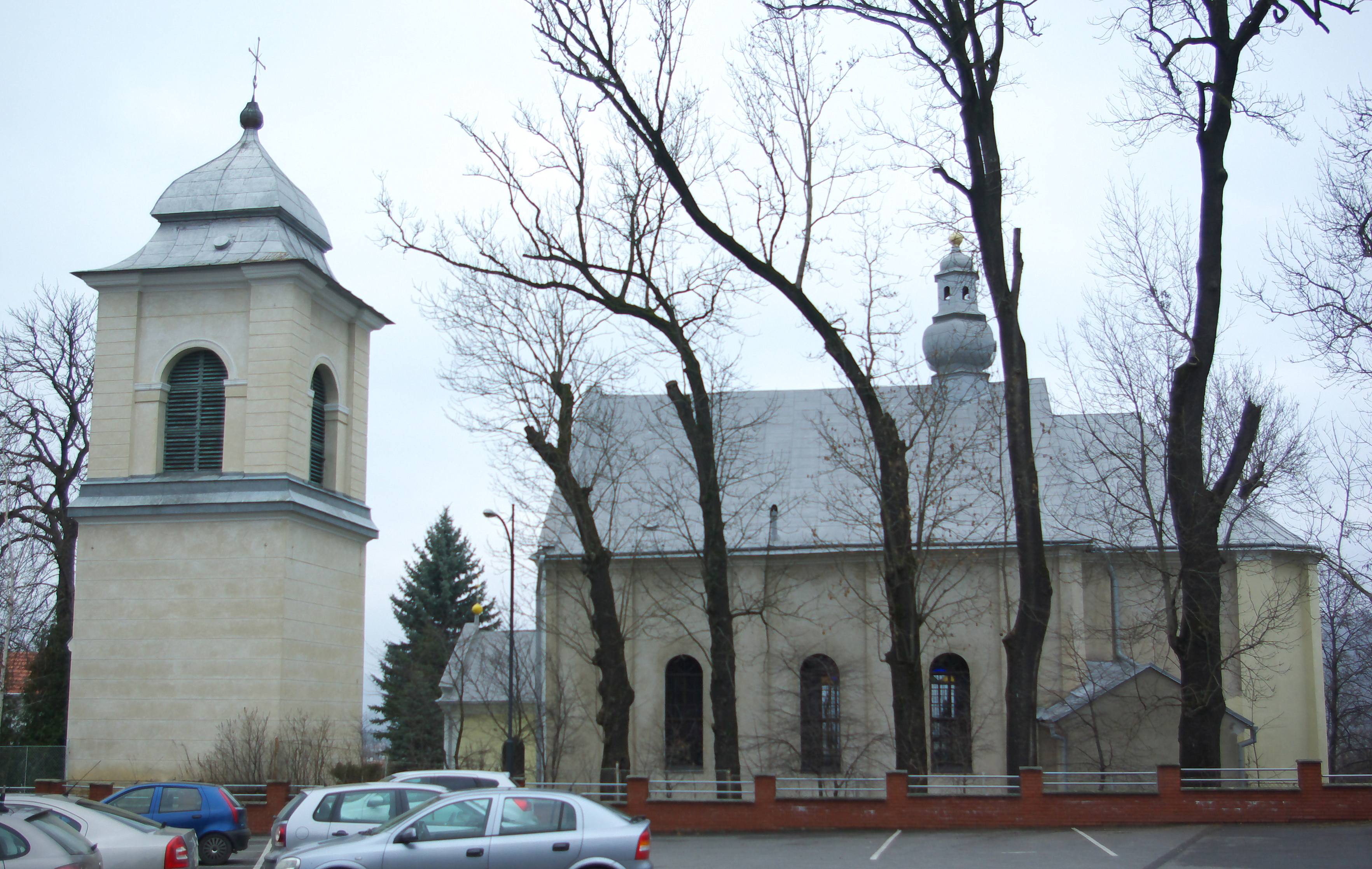
Собор Святої Трійці
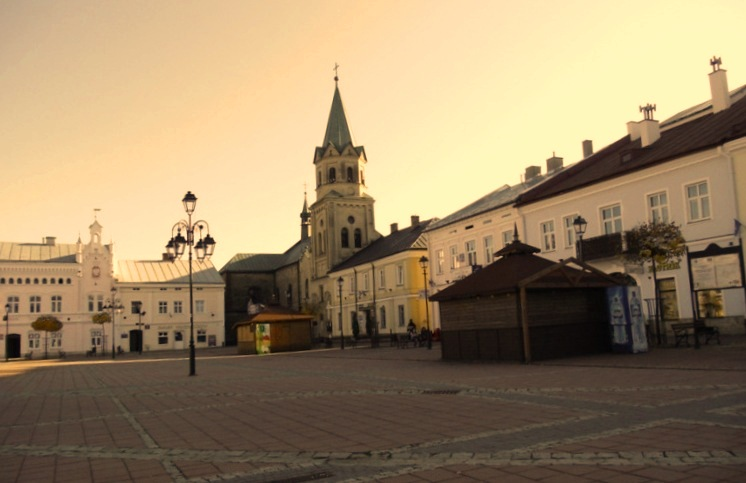
Костел і монастир отців францисканів
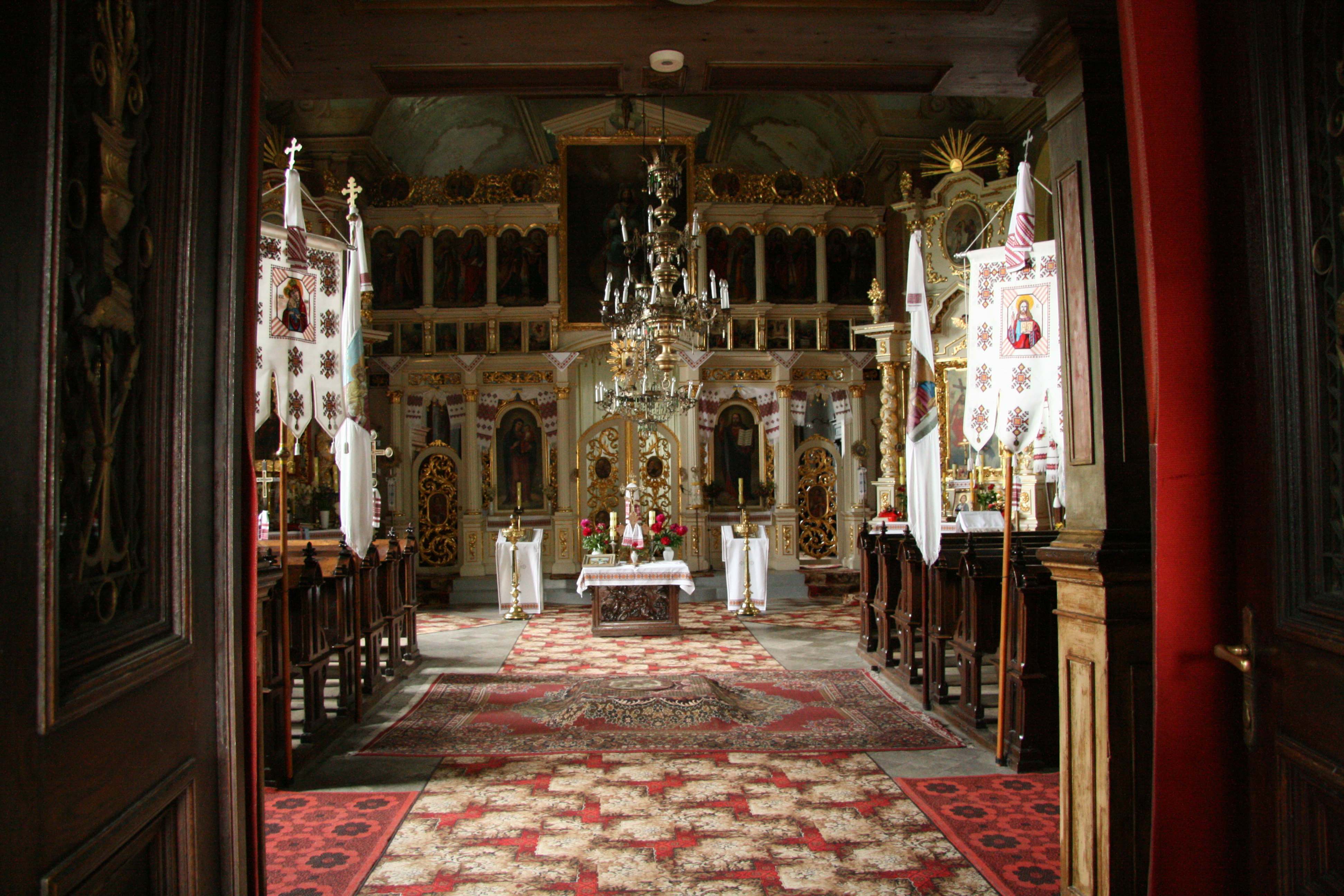
Інтер'єр православного собору Святої Трійці
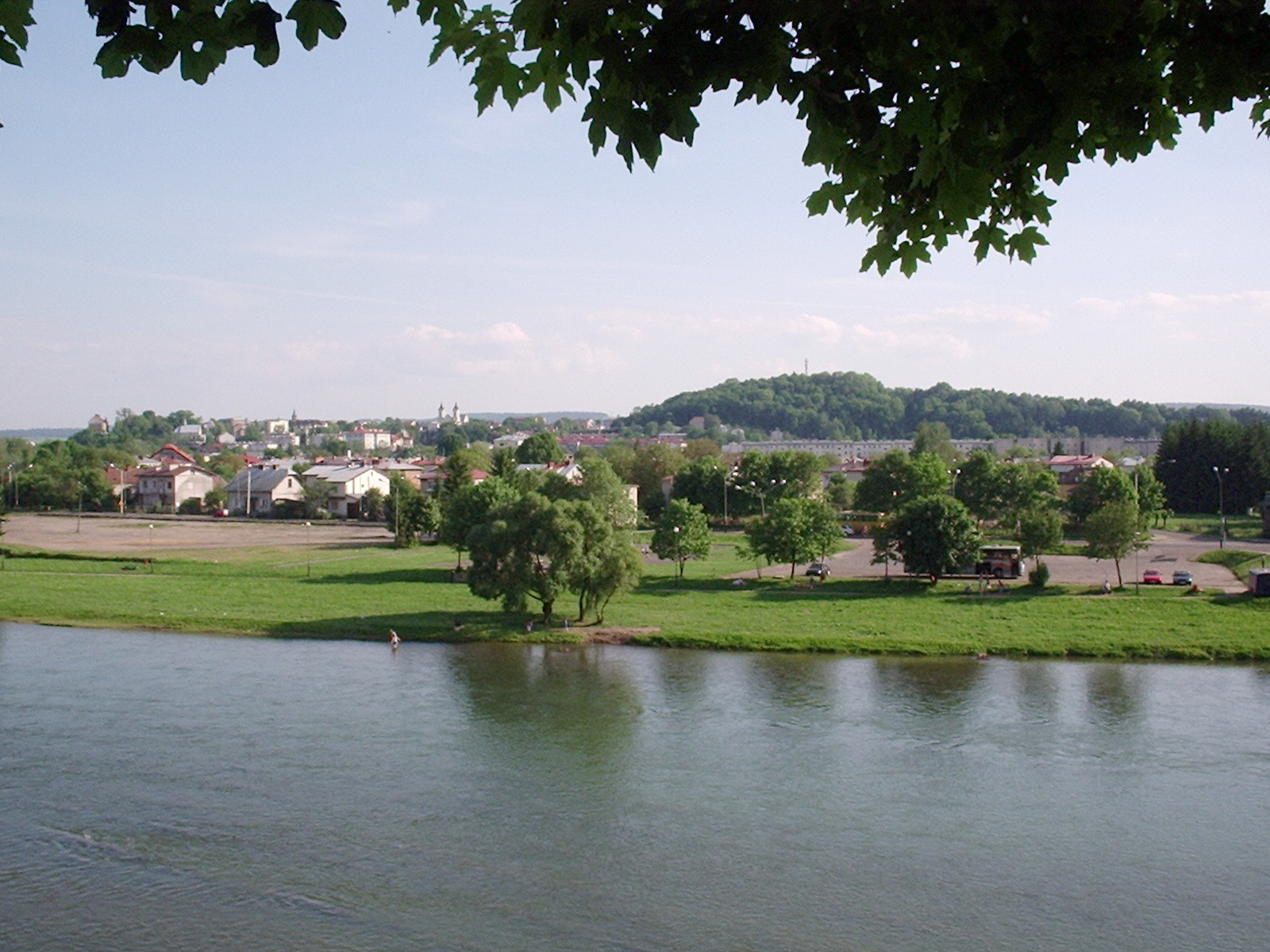
Вигляд на Сянок та Сян із Білої Гори